# Actaea simplex
Actaea simplex är en ranunkelväxtart som först beskrevs av Dc., och fick sitt nu gällande namn av Morten Wormskjold och Karl Anton Eugen Prantl. Actaea simplex ingår i släktet trolldruvor, och familjen ranunkelväxter. Inga underarter finns listade i Catalogue of Life.

## Bildgalleri

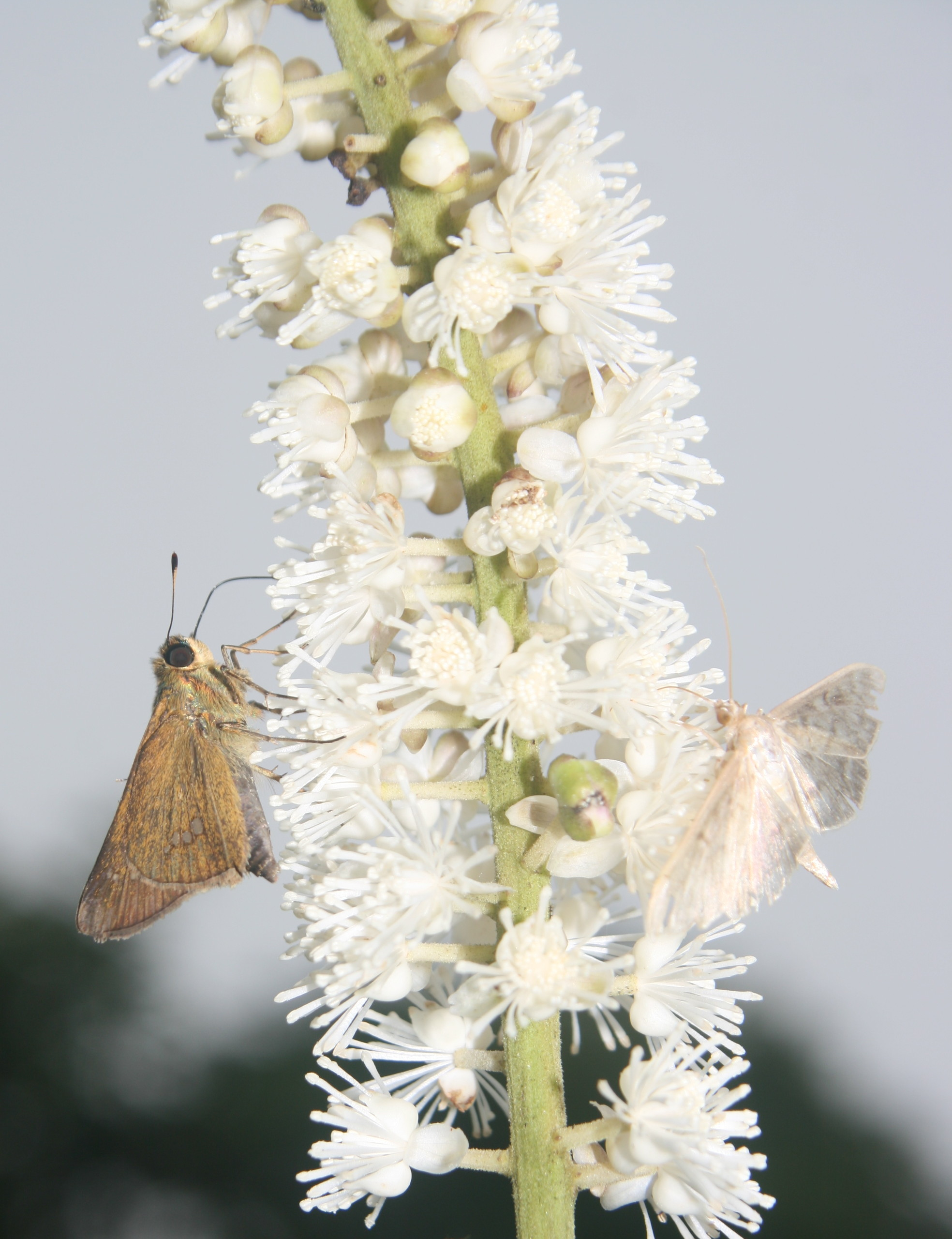
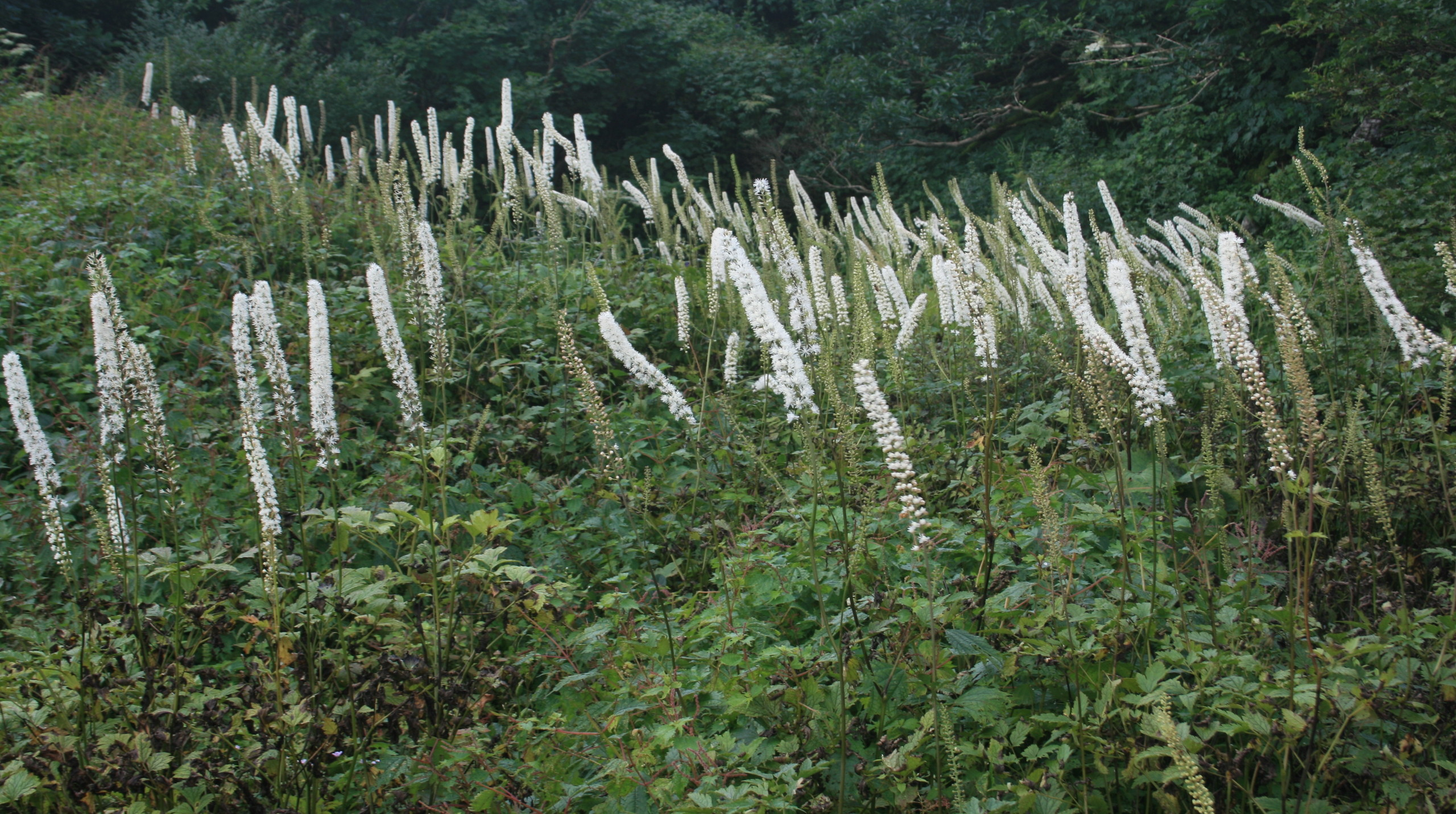
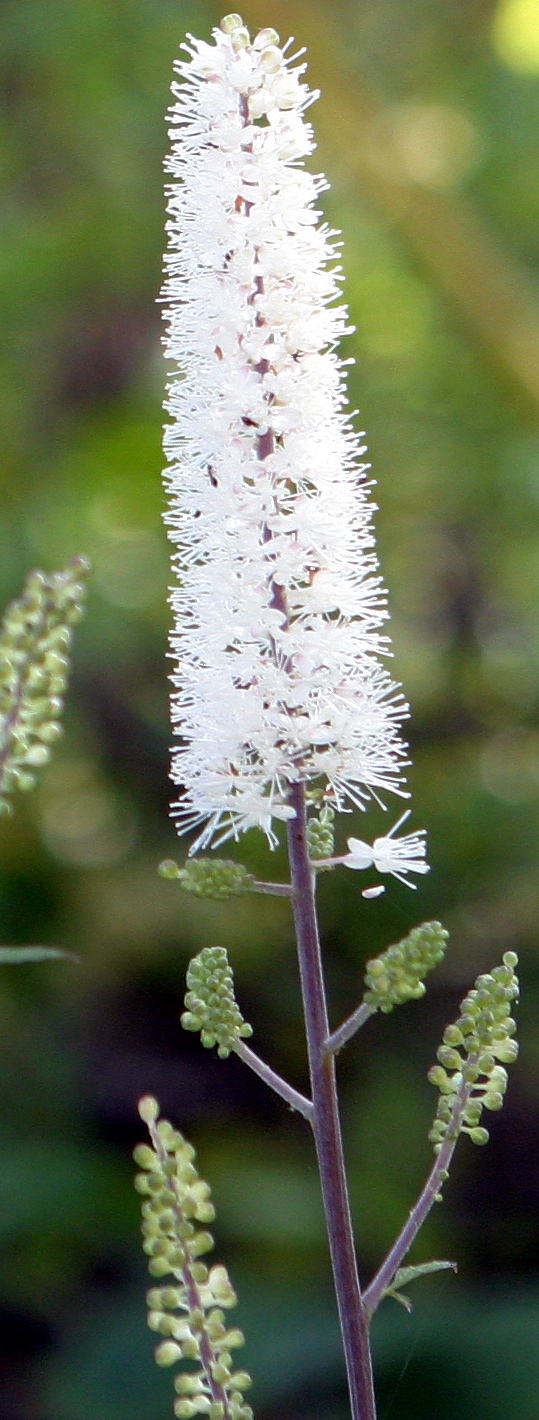